# Pteroglossus torquatus
Pteroglossus torquatus este o specie de pasăre din familia Ramphastidae. Se găsește din Mexic până în Columbia și Venezuela.

## Taxonomie
Pasărea a fost descrisă de naturalistul spaniol Francisco Hernández⁠(d) (1514-1587) în lucrarea sa Rerum medicarum Novae Hispaniae thesaurus, seu, Plantarum animalium mineralium Mexicanorum historia care a fost publicată postum în 1651. În textul său latin, Hernández a folosit numele De Cochitenacatl, cuvântul pentru pasăre în limba nahuatl locală. Ornitologii de mai târziu și-au bazat propriile descrieri pe cea a lui Hernández. Printre aceștia se numără Mathurin Brisson în 1760, contele Buffon în 1780, și John Latham în 1782.
Când naturalistul german Johann Friedrich Gmelin a revizuit și extins Systema Naturae a lui Carl Linnaeus în 1788, a inclus Pteroglossus torquatus și a citat descrierile ornitologilor anteriori. L-a plasat alături de tucani în genul Ramphastos și a inventat numele binomial Ramphastos torquatus. Epitetul specific este un cuvânt latin care înseamnă „gulerat”. Locația tip a fost limitată la statul Veracruz din sud-estul Mexicului. Pteroglossus torquatus este acum una dintre cele 14 specii plasate în genul Pteroglossus, care a fost introdus în 1811 de Johann Karl Wilhelm Illiger.
Comitetul Ornitologic Internațional⁠(d) (COI) și Handbook of the Birds of the World (HBW) al BirdLife International recunosc trei subspecii:
- Pteroglossus torquatus torquatus (Gmelin, 1788)
- Pteroglossus torquatus erythrozonus (Ridgway, 1912)
- Pteroglossus torquatus nuchalis (Cabanis, 1862) (descris inițial ca o specie separată.[12])

## Galerie

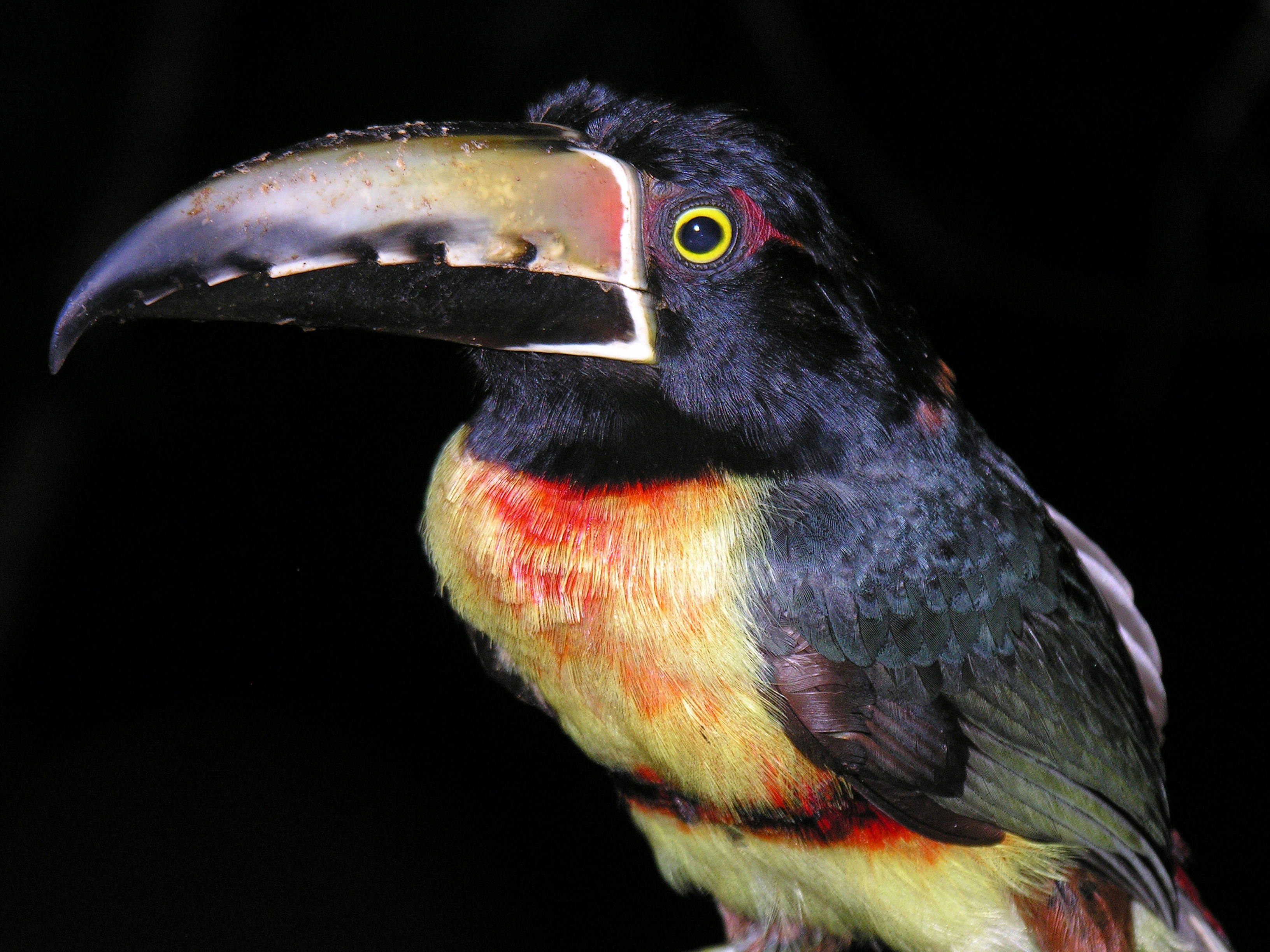
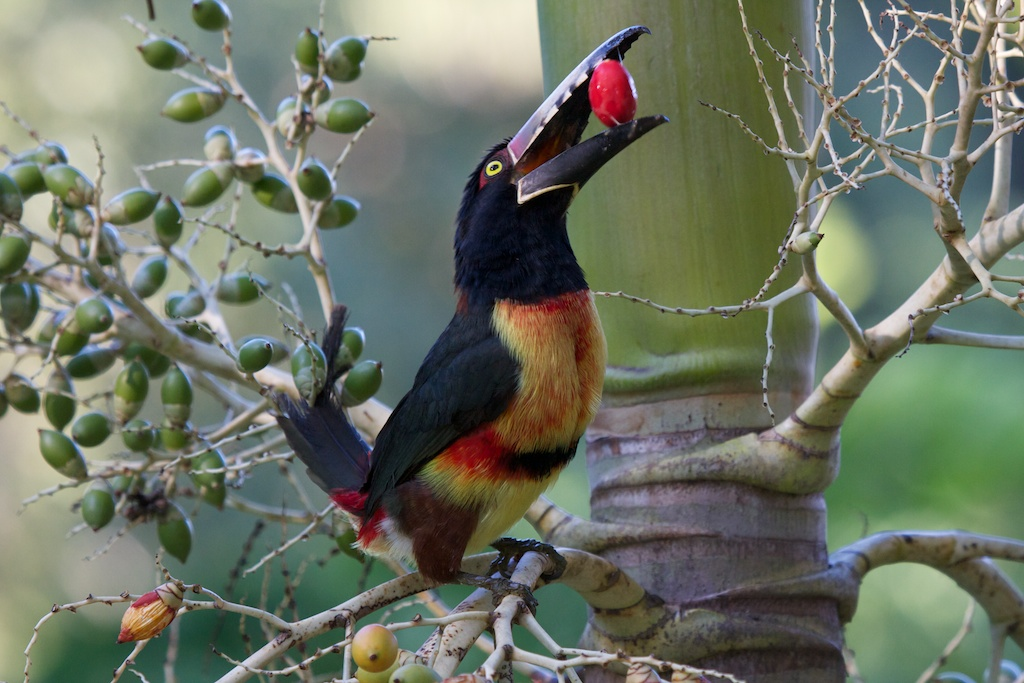
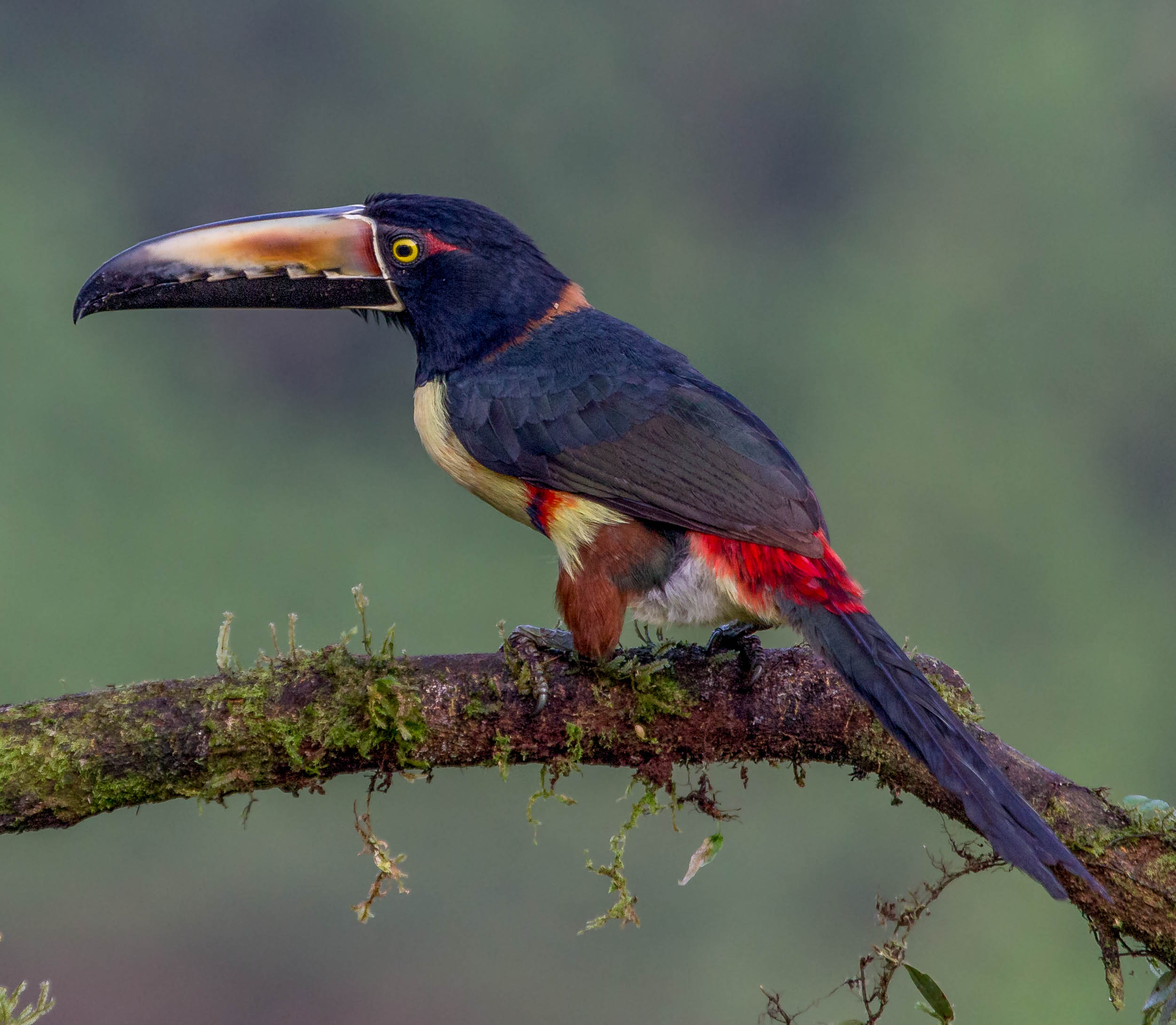
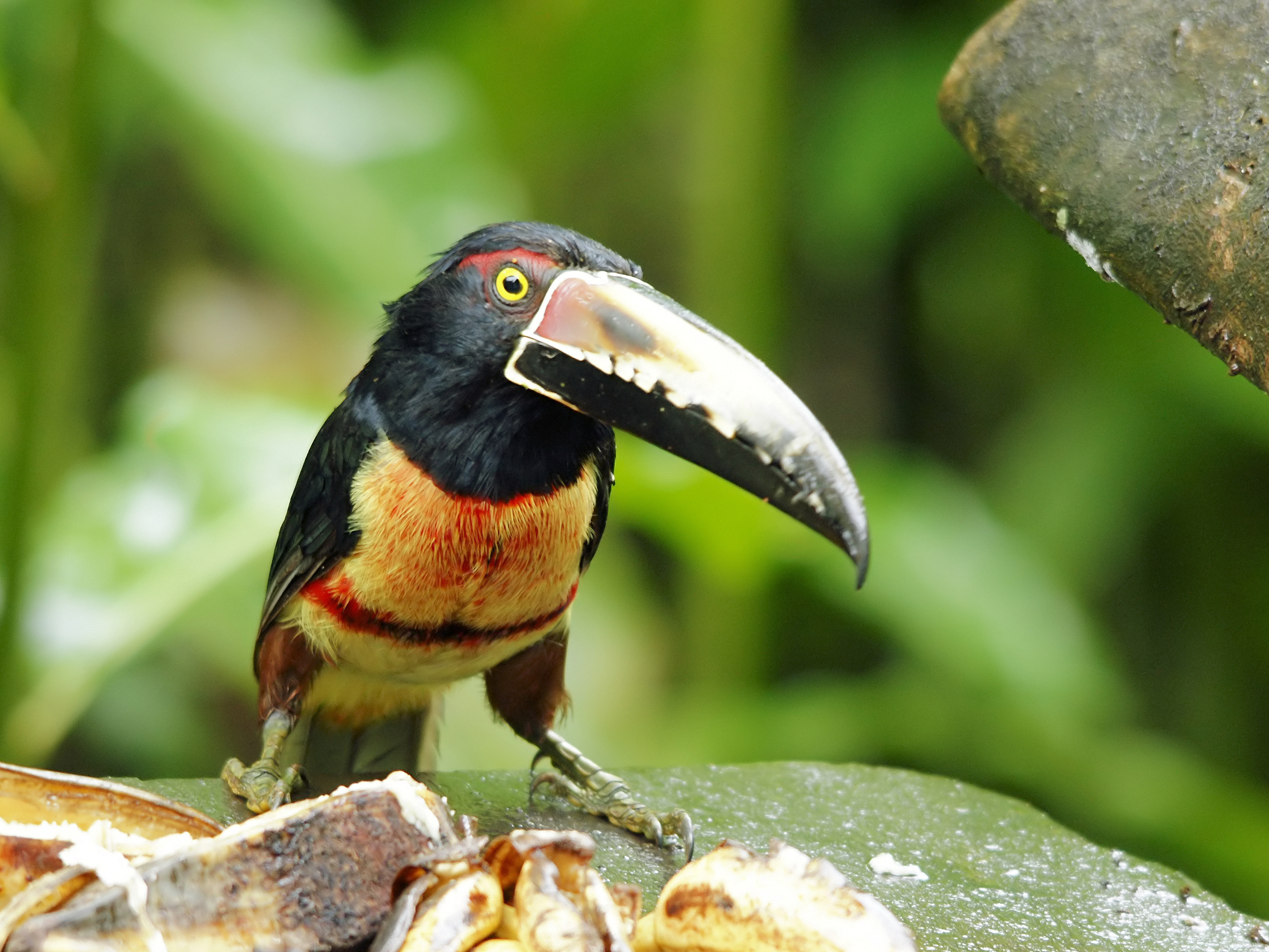
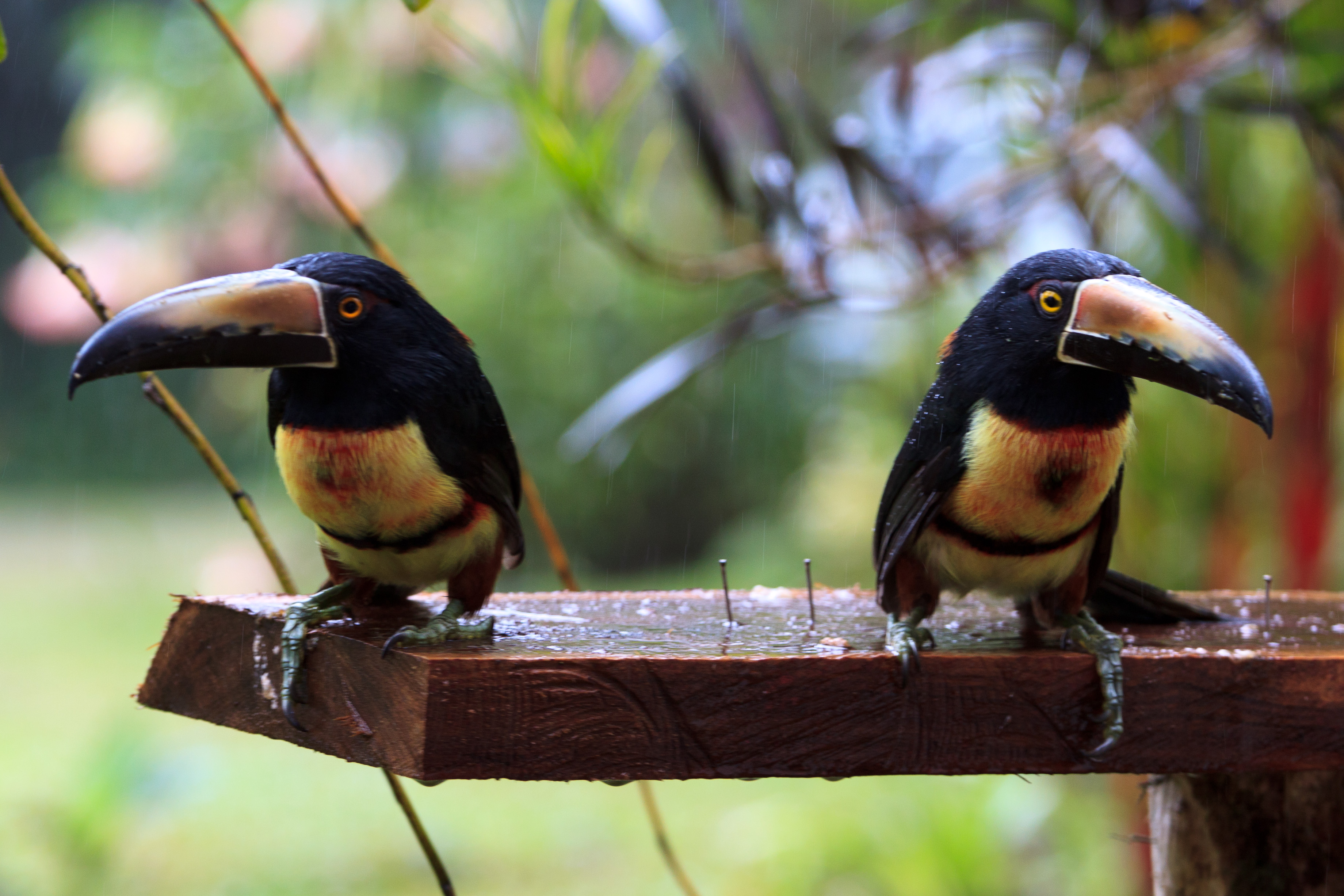
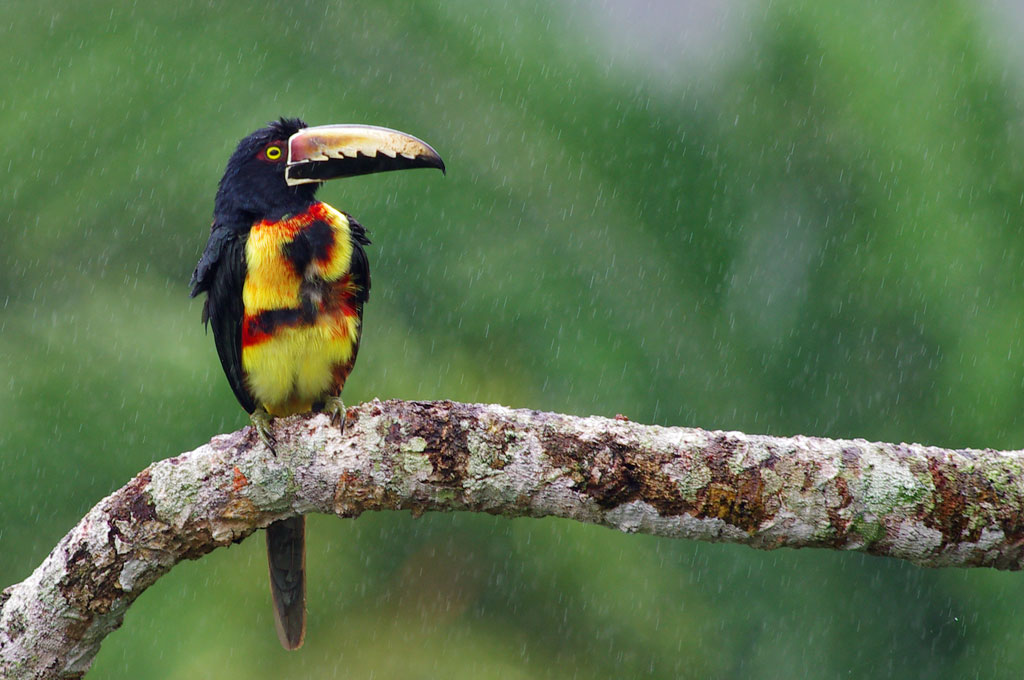
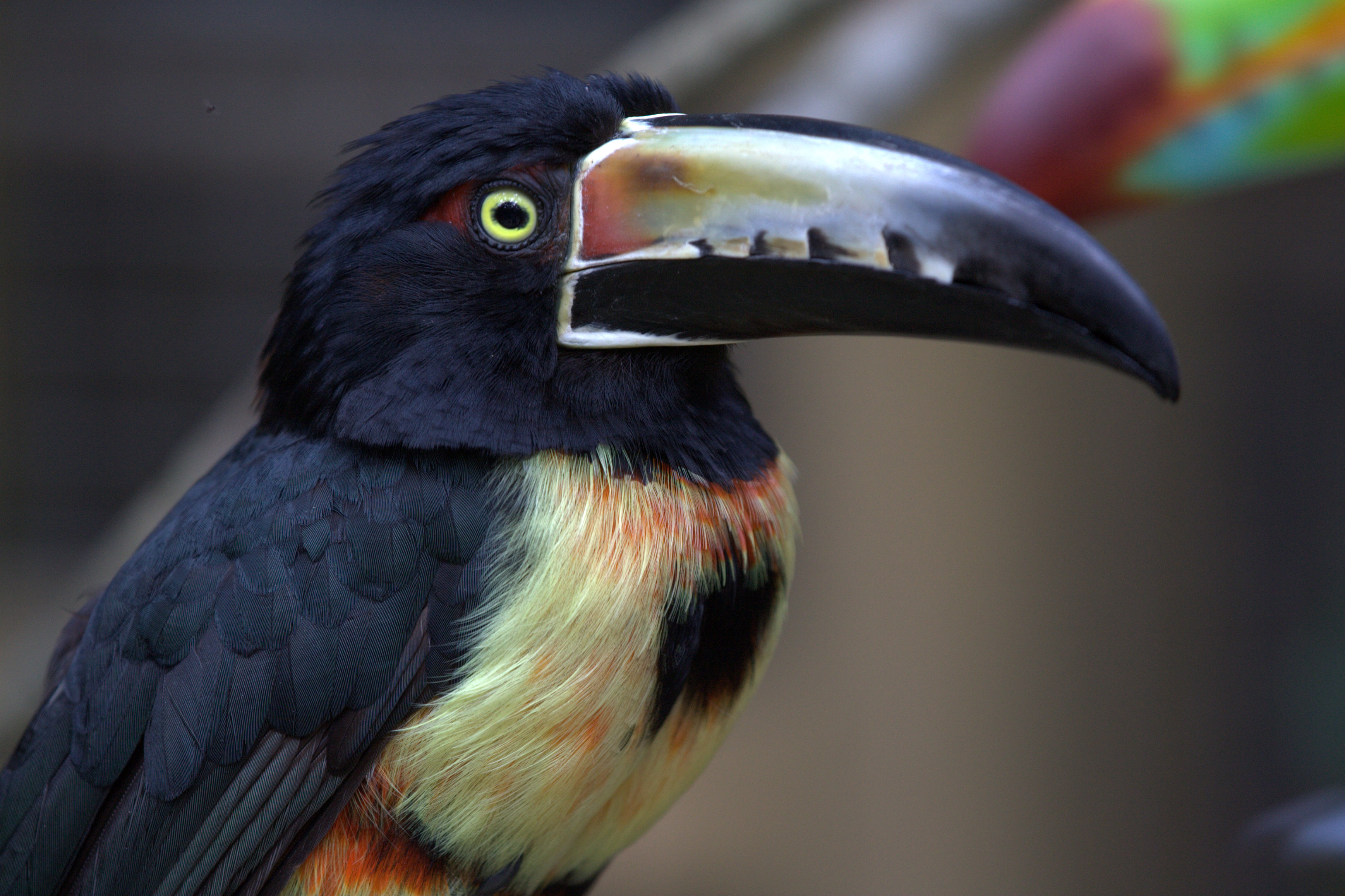